# Ligne de tramway 4 (SNCV Groupe de Louvain)
Pour les articles homonymes, voir Ligne 4.
La ligne 4 est une ancienne ligne du tramway de Louvain de la Société nationale des chemins de fer vicinaux (SNCV) qui reliait la porte de Tervueren à la Grand-Place de Louvain.

## Histoire
Ligne circulaire par la porte de Malines (Mechelsepoort) et la Gare.
Date inconnue (probablement avant 1945-50) : suppression.

## Exploitation

### Horaires
Tableaux : 323 (1931), numéro de tableau partagé entre les lignes urbaines du réseau de Louvain : 1, 2, 3, 4, 5.